# Vergemoli
Vergemoli település Olaszországban, Toszkána régióban, Lucca megyében.  Vergemoli Gallicano, Molazzana, Stazzema, Pescaglia és Fabbriche di Vallico községekkel határos.

## Népesség
A település lakossága az elmúlt években az alábbi módon változott:
 2014-ben egyesült Fabbriche di Vallico-val Fabbriche di Vergemoli néven.